# Maria Nicoleta Negoiță
Maria Nicoleta Negoiță (née le 6 décembre 1986) est une athlète roumaine, spécialiste du lancer du javelot.
Son meilleur lancer est de 62,20 m à Onești le 9 mai 2009.